# Аверн (Франция)
Аверн (фр. Avernes) — муниципалитет во Франции, в регионе Иль-де-Франс, департамент Валь-д'Уаз. Население — 776 человек (1999).
Муниципалитет расположен на расстоянии около 45 км северо-западнее Парижа, 16 км западнее Сержи.

## Демография
Динамика населения (Cassini и INSEE):

## Съемки фильмов с рейтингом X в Мулен-де-Шамп в Аверне
Новая история Moulin des Champs 95450 Avernes (французское название оригинала и адрес). Начиная 1975 года Мельница использовался как декорация для съемок фильмов Классификации X во Франции. Там были сняты следующие фильмы:
- Les week-ends d’un couple pervers” (французское название версии - 70 мин.) "Introductions" (французское название оригинала) 83 мин. 11.03.1976 Контрольная виза № 44662. Дата выпуска на экран: 07.04.1976
- “2 Suédoises à Paris” (французское название версии - 91 min.) "Pornographie Suedoise” (французское название оригинала) 66 мин. 09.03.1976 Контрольная виза № 44766. Дата выпуска на экран: 11.08.1976
- "Parties raides” (французское название оригинала) 86 мин. 01.12.1976 Контрольная виза № 46338. Дата выпуска на экран: 01.12.1976
- “Couple débutant cherche couple initié” (французское название оригинала) 75 мин. 22.12.1976 Контрольная виза № 46419. Дата выпуска на экран: 15.12.1976
- "La nymphomane perverse” (французское название оригинала) 80 мин.. 27.12.1976 Контрольная виза № 46421. Дата выпуска на экран: 26.01.1977
- “La Marquise von Porno” (французское название оригинала) 75 мин. 27.01.1977 Контрольная виза № 46420. Дата выпуска на экран: 19.01.1977
- "Les Plaisirs fous” (французское название версии) “Confessions Perverses“ (французское название оригинала) 88 мин. 08.07.1977 Контрольная виза № 46782. Дата выпуска на экран: 20.07.1977
- “Langues cochonnes“ (французское название оригинала) 88 мин. 11.08.1978 Контрольная виза № 48145. Дата выпуска на экран во Франции: 01.11.1978
- "Le Sexe à la bouche” (французское название оригинала) 89 мин. 07.09.1977 Контрольная виза № 47069. Дата выпуска на экран: 31.08.1977